# Narcisa Escaler
Narcisa „Ching“ de Leon Escaler (* 30. Juli 1944 in Manila) ist eine philippinische Diplomatin und Unternehmerin, die unter anderem zwischen 1989 und 1992 Ständige Vertreterin bei den Vereinten Nationen in Genf sowie von 1992 bis 1994 Ständige Vertreterin bei den Vereinten Nationen in New York City. Im Anschluss war sie zwischen 1994 und 1999 Stellvertretende Generaldirektorin der Internationalen Organisation für Migration (IOM).

## Leben
Narcisa „Ching“ de Leon Escaler, eine Verwandte der als „Doña Sisang“ bekannten Filmproduzentin Narcisa de León, besuchte zwischen 1962 und 1964 das Trinity College in Washington, D.C. Später absolvierte sie von 1973 bis 1975 ein grundständiges Studium am Maryknoll College in Quezon City, das sie mit einem Bachelor of Arts (B.A.) Magna cum laude beendete. Ein postgraduales Studium im Fach Management schloss sie mit einem Master of Business Administration (M.B.A.) ab. Sie war von 1977 bis 1980 Geschäftsführende Direktorin der in Manila ansässigen Ala-Ala Foundation (Jose Antonio Delgado Memorial Foundation) sowie zwischen 1980 und 1984 Präsidentin und Chief Executive Officer (CEO) des Business Resource Center. Im Anschluss war sie von 1984 bis 1986 Leiterin der Presse- und Öffentlichkeitsarbeit der Benguet Corporation.
1985 wurde Narcisa Escaler Mitglied des Wahlkampfteams von Corazon Aquino und übernahm nach deren Wahl zur Präsidentin sowie dem Sturz von Ferdinand Marcos im Zuge der EDSA-Revolution im Februar 1986 den Posten als Sekretärin für Ernennungen und Soziales im Amt der Präsidentin im Malacañang-Palast, das sie bis 1987 bekleidete. 1987 absolvierte sie einen Lehrgang am Asian Institute of Management (AIM) in Makati und erhielt dabei einen Preis für herausragende Leistungen (Award for Superior Performance). Danach fungierte sie zwischen 1988 und 1989 als Präsidentin und CEO der nach dem am 7. Dezember 1987 verstorbenen früheren Finanzminister Jaime Ongpin benannten Jaime V Ongpin Foundation, Incorporated.
1989 wurde Ching Escaler Ständige Vertreterin bei den Vereinten Nationen und anderen Internationalen Organisationen in Genf und verblieb auf diesem Posten bis 1992. In dieser Funktion nahm sie neben dem Minister für Arbeit und Beschäftigung Ruben Torres, den Senatoren Edgardo Angara, Ernesto Herrera, Alberto Romulo, Nina Rasul sowie den Kongressabgeordneten Edcel Lagman und Alberto Veloso 1990 an der 77. Konferenz der Internationalen Arbeitsorganisation (ILO) teil. 1991 verlieh ihr das Trinity College in Washington, D.C., einen Ehrendoktortitel der Rechtswissenschaften. 1992 löste sie Sedfrey Ordonez als Ständige Vertreterin bei den Vereinten Nationen in New York City ab und bekleidete diese Funktion bis 1994, woraufhin Felipe Mabilangan ihre Nachfolge antrat. Im Anschluss war sie zwischen 1994 und 1999 Stellvertretende Generaldirektorin der Internationalen Organisation für Migration (IOM). Sie engagierte sie ferner als Vizepräsidentin der Community and Family Services International (CFSI), im Asian Cultural Council, im  Pacific Economic Cooperation Council (PECC) sowie in dem nach Henri Dunant benannten Henri Dunant Center for Humanitarian Dialogue.